# Candy corn

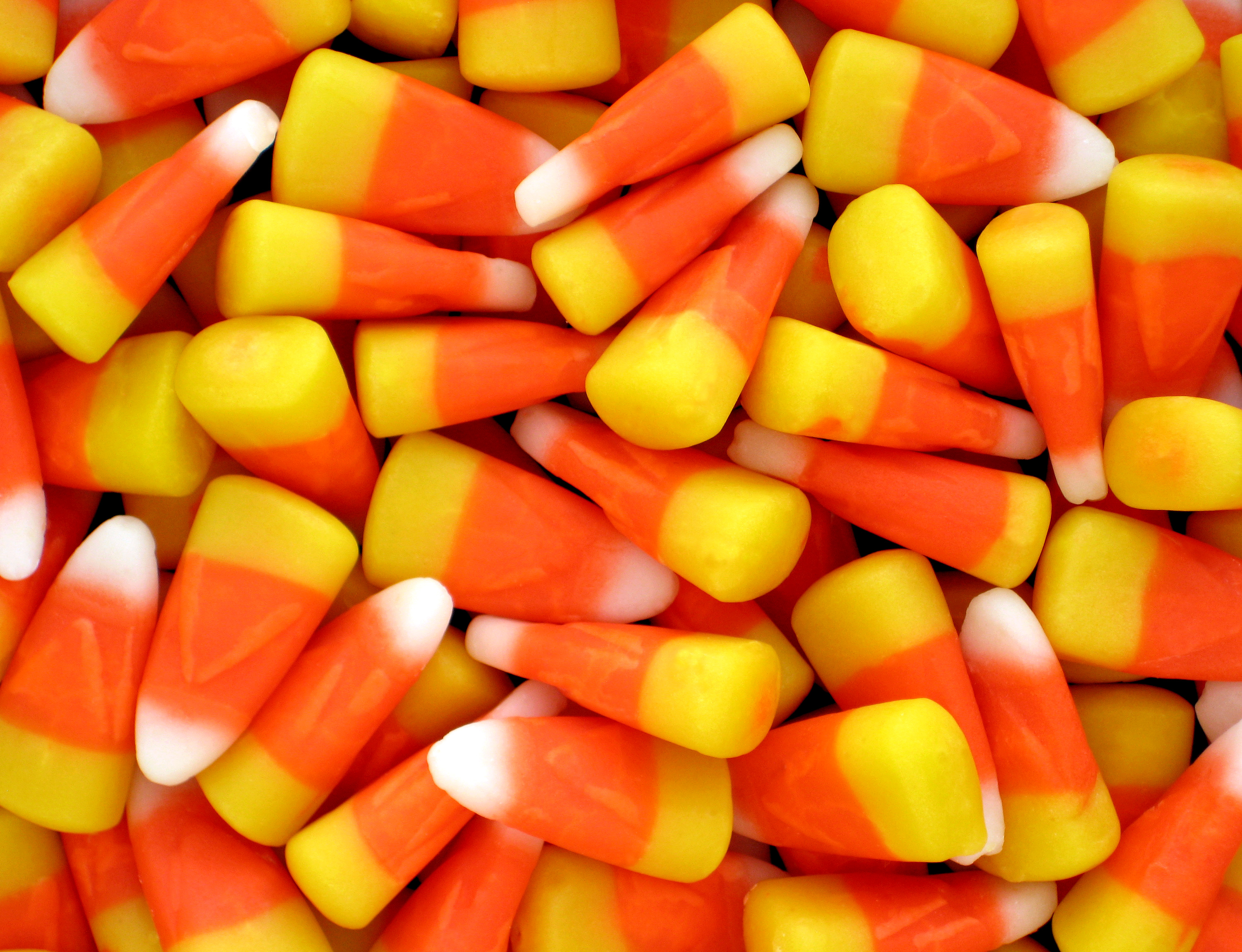
Serie di candy corn

Le candy corn sono un tipo di caramelle piccole, a forma piramidale, tipicamente divise in tre sezioni di diversi colori, con una consistenza cerosa e un sapore a base di miele, zucchero, burro e vaniglia. Sono caramelle base della stagione autunnale e delle vacanze di Halloween in Nord America.

## Descrizione e storia
I colori tradizionali delle candy corn (giallo, arancione e bianco) rappresentano i colori del raccolto autunnale, o della pannocchia di mais, con l'ampia estremità gialla che ricorda un chicco di mais.
Ideate negli anni 1880, ne esistono diverse varianti per altrettante festività statunitensi quali il giorno del ringraziamento o il giorno dell'Indipendenza.
Le candy corn hanno una reputazione per le risposte polarizzanti, con articoli che le definiscono "il dolce più controverso di Halloween" che le persone "amano" o "odiano".
Le candy corn si sono sviluppate in un alimento autunnale e di Halloween intorno agli anni 1950, quando le persone iniziarono a distribuire caramelle incartate singolarmente per l'usanza nota come dolcetto o scherzetto. I colori a tema raccolto e l'aumento della pubblicità nel mese di ottobre hanno anche aiutato le candy corn a diventare un alimento base autunnale.

## Produzione

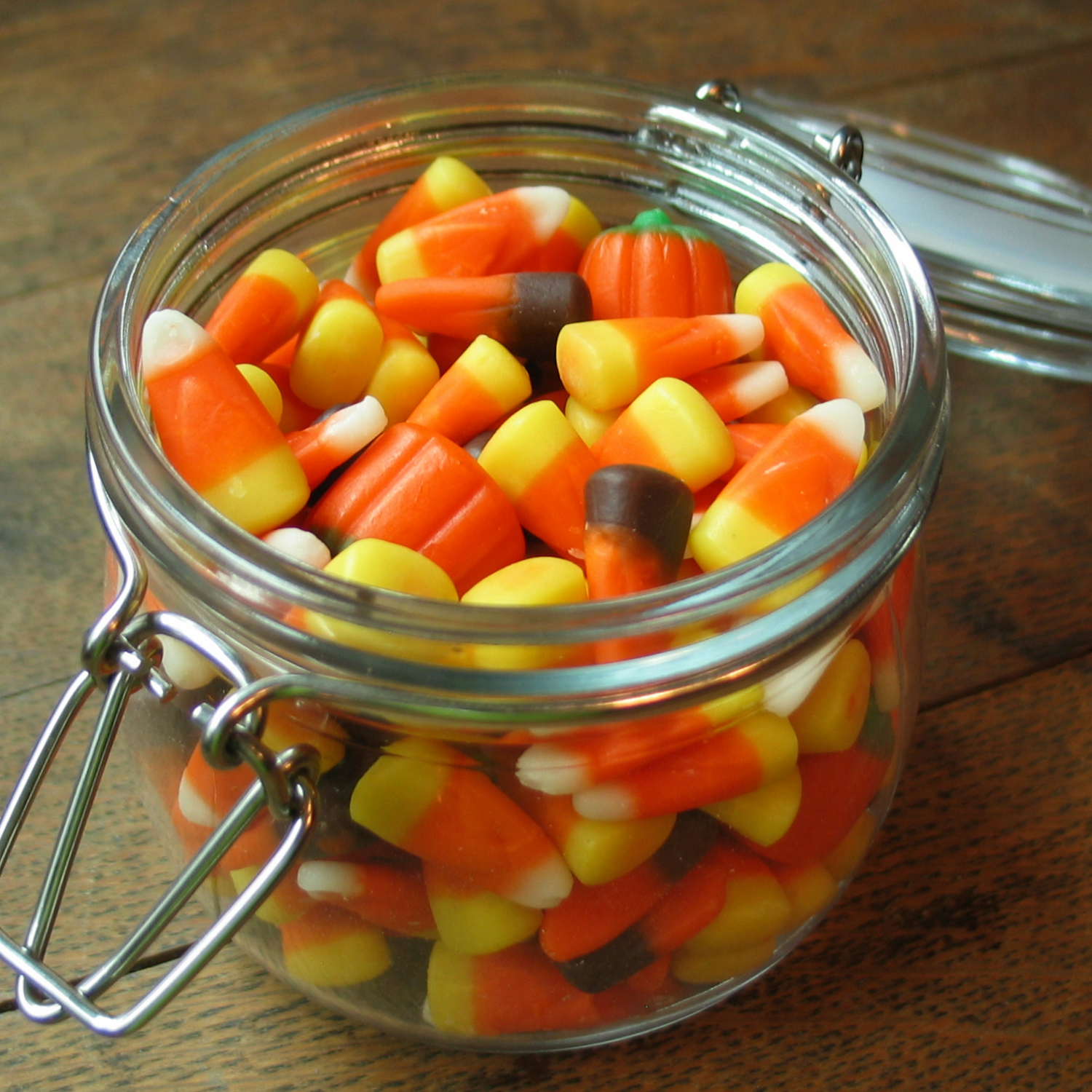
Un barattolo di candy corn

In origine queste caramelle erano fatte a mano. I produttori combinavano zucchero, sciroppo di mais, cera di carnauba e acqua e li cucinavano per formare un impasto liquido. Il fondente era aggiunto per la consistenza e i marshmallow per fornire un morso morbido. L'impasto finale veniva quindi riscaldato e versato in stampi sagomati. Durante il processo di colata erano necessarie tre passate, una per ciascuna sezione colorata.
La ricetta è rimasta sostanzialmente la stessa di oggi. Anche il metodo di produzione rimane lo stesso, anche se le attività inizialmente eseguite a mano furono presto assunte da macchine realizzate a tale scopo.
La National Confectioners Association stima che ogni anno vengano venduti circa 35 milioni di libbre (oltre 15.000 tonnellate) di candy corn. Nel 2016, la produzione annuale negli Stati Uniti era di 35 milioni di sterline, o quasi 9 miliardi di caramelle. La maggior parte delle vendite di candy corn avviene durante la stagione di Halloween.

## Varianti

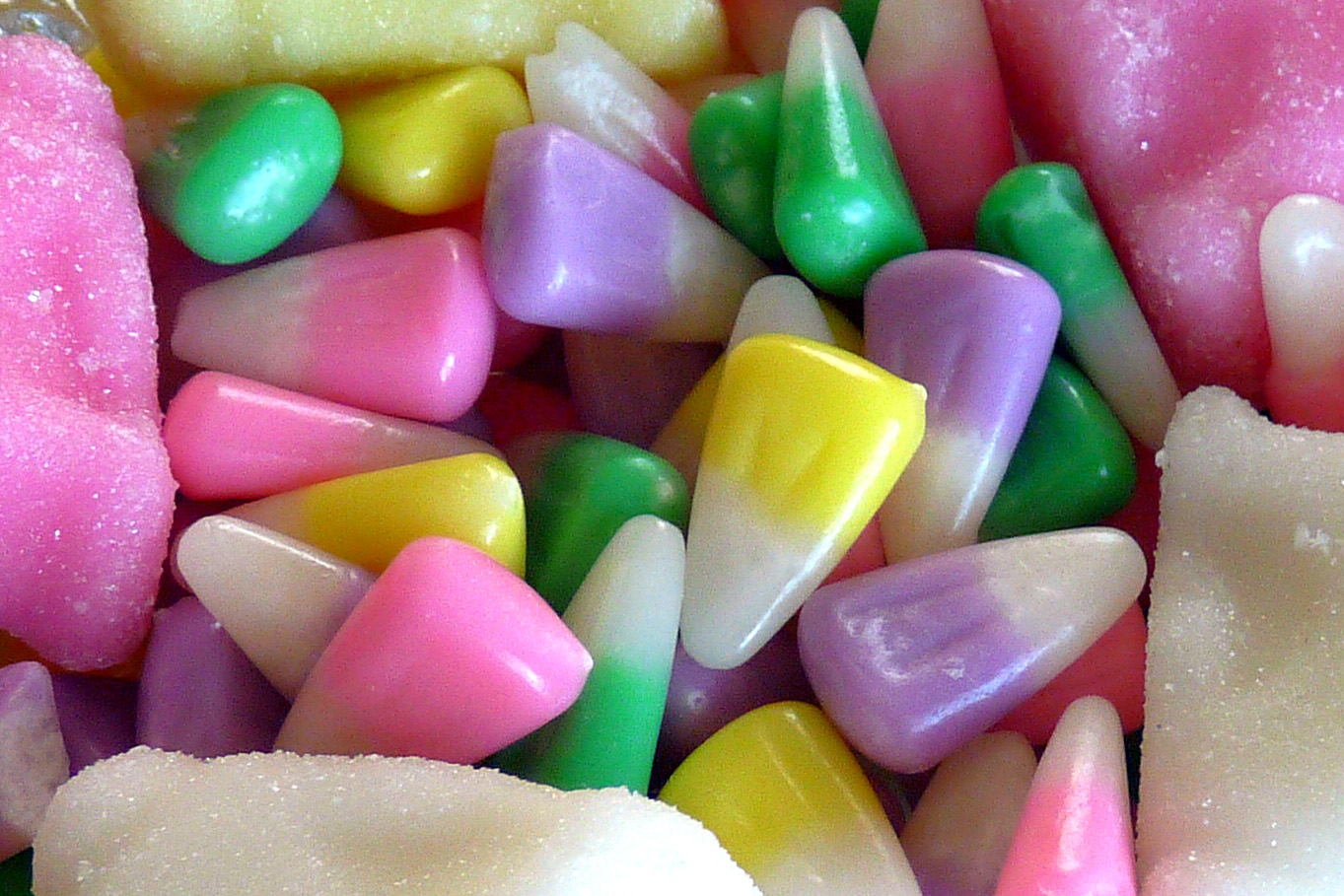
Candy corn di Pasqua

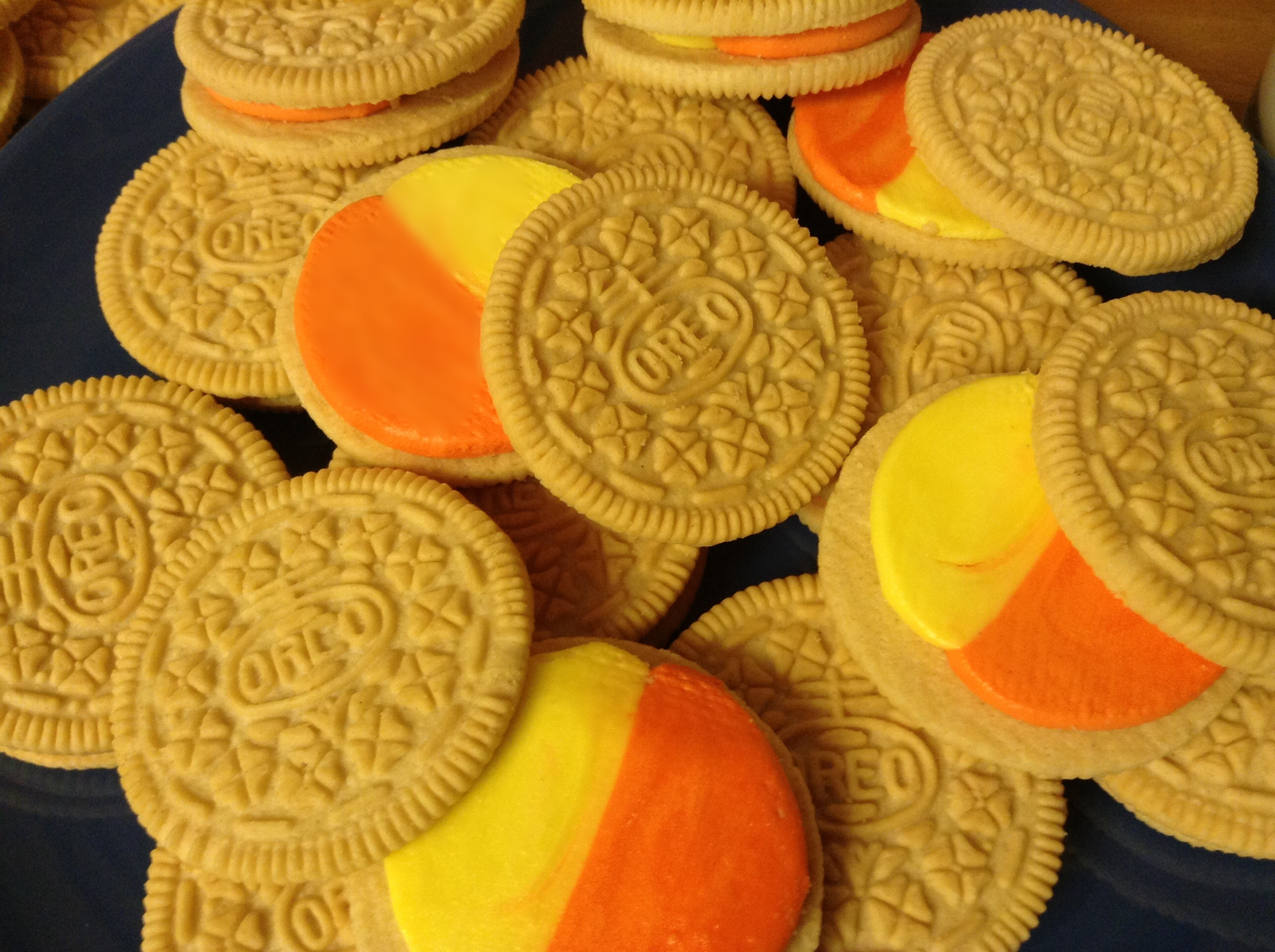
Oreo aromatizzati con candy corn

Una variante popolare chiamata "mais raccolto" aggiunge cacao in polvere e presenta un'estremità larga color cioccolato, un centro arancione e una punta bianca appuntita, spesso disponibile intorno al giorno del ringraziamento. Durante la stagione di Halloween, nel Canada orientale si possono trovare candy corn a forma di zucca. I pasticceri hanno introdotto variazioni di colore aggiuntive adatte ad altre festività. La variante natalizia (a volte chiamata "mais di renna") ha tipicamente l'estremità rossa, il centro verde e la punta bianca; la variante di San Valentino (a volte chiamata "mais cupido") in genere ha estremità rosse e un centro rosa; negli Stati Uniti durante le celebrazioni del giorno dell'Indipendenza, il mais con l'estremità blu, il centro bianco e la punta rossa (chiamato "mais della libertà") può essere trovato nelle grigliate celebrative e nelle celebrazioni patriottiche; la variante pasquale (a volte chiamata "mais coniglietto") è in genere solo una caramella a due colori e viene fornita con una varietà di basi pastello (rosa, verde, gialla e viola) con punte bianche tutte in un unico pacchetto.
Gli snack aromatizzati con la composizione di tali caramelle sono diventati più ampiamente disponibili con varianti aromatizzate di snack e caramelle come Oreo, M&M's, marshmallow e altro.